# Vlastimil Hrubý
Vlastimil Hrubý (Znojmo, 21 febbraio 1985) è un calciatore ceco, portiere dello Zbrojovka Brno.